# Região Metropolitana de Kielce
Aglomeracja kielecka é uma região metropolitana da Polónia, na voivodia de Santa Cruz. Estende-se por uma área de 1 198,89  km², com 327 862 habitantes, segundo os censos de 2006, com uma densidade 273,47 hab/km².